# إريس (مؤسسة)
إريس (بالإنجليزية: IRIS)، هي مؤسسة جزائرية تتواجد بمدينة سطيف، وهي مجموعة شركات تتوفر على مصانع لصناعة الأجهزة الكهرومنزلية والالكترونية، ومنتجات الاتصالات السلكية واللاسلكية.

## سبب التسمية
أخذ اسم الشركة إريس من الكلمة اللاتينية (Iris)، وتعني قزحية العين.

## التاريخ
توّجت مؤسسة «إريس» بجائزة أفضل مؤسسة جزائرية من حيث الابتكار التكنولوجي بصالون الإنتاج الوطني في طبعته الـ 24، التتويج يأتي ليختزل حصيلة الـ 10 سنوات بأكملها من التطلع للأفضل والتفاني والسعي نحو تحقيق الابتكار التكنولوجي لخدمة المستهلك الجزائري.
- تعد أول من توقف عن تسويق تلفاز lcd وركزت حصريا علي إنتاج تلفاز led في الوقت الذي كانت فيه السوق لا تزال تسجل وجود شاشات lcd[بحاجة لمصدر]
- في سنة 2012 أول مصنع جزائري يقوم بإنتاج جهاز تلفاز مع مستقبل رقمي مدمج.[بحاجة لمصدر]
- في سنة 2013 أول مصنع جزائري في إنتاج جهاز تلفاز ذكي مزود بنطام الأندرويد.[بحاجة لمصدر]
- في ماي 2014 أول منتج علي المستوى الجزائري والعربي والإفريقي لجهاز تلفاز فائق الدقة من نوع ultra hd-4k.[بحاجة لمصدر]
- في 2014، شرعت الشركة في استثمار أكثر من 10 ملايين أورو لإنجاز أول مصنع لصناعة العجلات المطاطية بالجزائر على مستوى المنطقة الصناعية لسطيف.[2]
- في 2015، تغيير اسم العلامة من «إيريس سات» إلى «إريس»، بعد مرور عشر سنوات من تأسيسها.[3]
- في نوفمبر 2014 أول مصنع في إنتاج جهاز تلفاز فائق الذكاء بمفهوم ismart family .
- في 2015 كانت الشركة أول منتج جزائري للتلفاز الأرفع سمكا في العالم.[بحاجة لمصدر]
- أول منتج جزائري للوحات الرقمية مع أنظمة تشغيل الويندوز والأندرويد في ديسمبر 2015.[بحاجة لمصدر]
- في 2016، صرح ياسين قيدوم الرئيس المدير العام لشركة «إيريس» بأن مصنع عجلات السيارات في سطيف سينطلق في الإنتاج مع نهاية سنة 2017، وسيلبي أكثر من 60 بالمائة من حاجيات السوق الوطنية.[4]
- في 2017، تصدير 20 حاوية من الأجهزة الالكترونية إلى ليبيا.[5]
- جويلية 2019، تدشين أول مصنع لإنتاج عجلات السيارات بسطيف باستثمار يعادل في المرحلة الأولى 18 مليار دينار جزائري.[6][7][8][9]
- أكتوبر 2019، القيام بأول عملية تصدير لعجلات السيارات المصنّعة في الجزائر نحو إسبانيا.[10][11]
- في يونيو 2020، شرعت إريس في أول عملية تصدير نحو الولايات المتحدة من مصنع الإطارات المطاطية بسطيف.[12][13]

## وصلات خارجية
- موقع الشركة
- سطيف: إنطلاق أول شحنة من العجلات المطاطية من مصنع إريس نحو أمريكا على يوتيوب